# Subway
Subway è un film del 1985 diretto da Luc Besson.

## Trama
Dopo aver rubato alcuni documenti compromettenti, Fred si rifugia nella metropolitana di Parigi. Mentre gli uomini del gangster a cui appartenevano i documenti gli danno la caccia, Fred inizia una relazione con la moglie del gangster, Héléna che è annoiata della sua vita in una gabbia dorata. Fred decide di formare una banda musicale formata dai più strani individui che bazzicano la metropolitana, tra cui un batterista e un bassista.
Fred usa i soldi di una rapina per pagare i suonatori della band, ma durante il concerto i sicari del gangster gli sparano, prima che Héléna possa avvertirlo del pericolo che sta correndo. Il finale è aperto: non si sa cosa accadrà tra Fred e Héléna, né se egli morirà oppure no. Il film infatti termina con Héléna inginocchiata accanto a Fred che la guarda contento e canta, mentre la banda suona sullo sfondo e il pubblico balla.

## Produzione

### Origine e sviluppo
Luc Besson scrisse la prima versione della sceneggiatura agli inizi degli anni ottanta. Dopo aver girato il suo cortometraggio L'Avant-dernier (1981), Besson rielaborò il copione insieme a Pierre Jolivet. Il regista si rivolse quindi ai produttori interessati. Egli fu introdotto alla Gaumont grazie a Marie-Christine de Montbrial, che l'aveva scoperto visionando L'Avant-dernier. Ma il progetto non si concretizzò. Deluso, Besson decise, su consiglio di un conoscente, di adattare il suo cortometraggio in un lungometraggio, che quindi divenne Le Dernier Combat (1983). Il film verrà poi proiettato davanti ad alcuni dirigenti della Gaumont, grazie a Marie-Christine de Montbrial. Il film piacque al direttore generale dello studio, Daniel Toscan du Plantier, che chiese cosa avesse in mente Luc Besson per il suo prossimo film. Egli gli parlò brevemente del soggetto di  Subway. Daniel Toscan du Plantier si appassionò subito al progetto e volle che la Gaumont lo producesse. Dopo aver scritto diverse versioni della sceneggiatura, Luc Besson non era ancora soddisfatto. Su consiglio di Alexandre Arcady, la riscrisse con l'aiuto di Alain Le Henry. Anche Marc Perrier e Sophie Schmit sono citati nei titoli di coda per la loro partecipazione alla sceneggiatura. Quest'ultima, che fu per un periodo compagna del regista, lavorò anche al montaggio.
Con l'avanzare del progetto, la Gaumont incontrò numerosi problemi finanziari. Mentre numerosi film vengono cancellati, Subway vede il suo budget ridursi da 22 a 14 milioni di franchi..
La RATP richiese numerose riscritture prima di dare la sua autorizzazione alle riprese. Alla fine, diverse modifiche richieste non furono però applicate.

### Cast
All'inizio della produzione del film, Luc Besson propose François Cluzet per il ruolo del protagonista, ma la dirigenza della Gaumont respinse l'idea.
Per il ruolo femminile principale, originariamente si era pensato all'attrice britannica Charlotte Rampling, allora molto in voga. L'attrice insistette che il suo compagno dell'epoca, Jean-Michel Jarre, componesse la colonna sonora per il film ma Luc Besson restò fedele all'amico Éric Serra. Alla fine, la Rampling temporeggiò troppo e Luc Besson propose la parte ad Isabelle Adjani, che accettò. Besson si era ispirato a Sting, leader del gruppo musicale The Police, per l'aspetto del protagonista, e quindi un amico gli consigliò di provare a scritturarlo. Dopo aver visto una copia di Dernier Combat, Sting accettò entusiasta. La partecipazione di Sting fu tuttavia messa in dubbio a causa delle date del suo tour mondiale. Fu Adjani a suggerire allora il nome di un nuovo attore semisconosciuto, Christophe Guy Denis Lambert.
Il ruolo del commissario Gesberg fu offerto a Michel Galabru, che Besson aveva incontrato sul set di Les bidasses aux grandes manoeuvres (1981), film al quale aveva lavorato come assistente alla regia. La parte del pattinatore ladro era stato inizialmente pensato per Richard Anconina, ma qualche anno più tardi, quando finalmente il progetto del film si concretizzò, l'attore rifiutò perché il ruolo gli sembrava troppo piccolo.. Quindi fu Jean-Hugues Anglade ad essere scritturato, attore che aveva lo stesso agente di Isabelle Adjani.
Il ruolo del batterista senza nome fu subito offerto senza ripensamenti a Jean Reno, che aveva già lavorato con Besson in L'Avant-dernier (1981) e Le Dernier Combat (1983). Il regista propose il ruolo propose del bassista al suo amico e futuro compositore Eric Serra. Per la parte del marito di Héléna, Luc Besson scritturò Constantin Alexandrov, un uomo d'affari di origine russa che aveva in parte finanziato il suo primo film, Le Dernier Combat (1983).

### Riprese

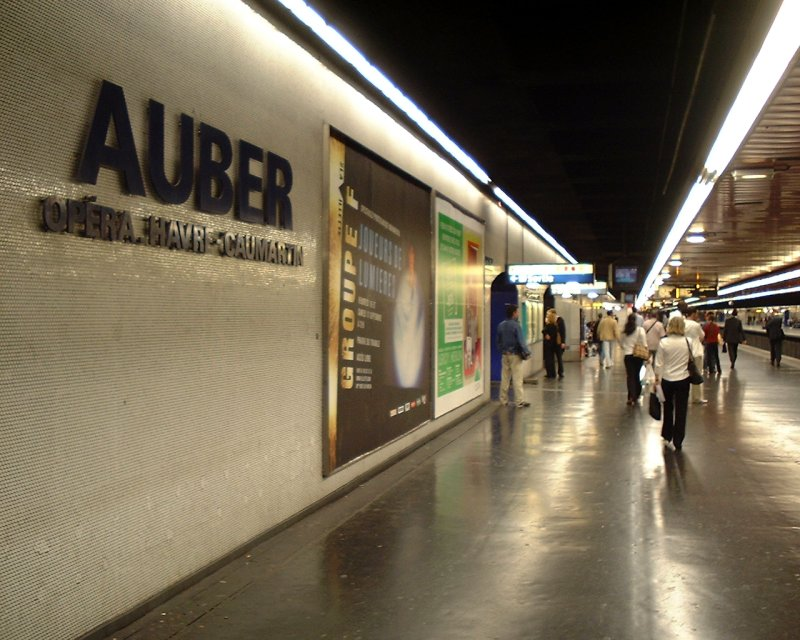
La stazione gare d'Auber, sulla linea A della RER, che servì come una delle location per il film.

Subway venne girato parzialmente nella metropolitana di Parigi e in alcune stazioni ferroviarie della Paris RER, oltre che in set costruiti su disegni di Alexandre Trauner.
La RATP impose orari ristretti per le riprese, al di fuori delle ore di punta: dalle 9 alle 16 e dalla 1 alle 5. Le riprese, che si svolsero principalmente a la gare d'Auber e nella stazione della metro la Opéra, durarono diciannove settimane. Nel film sono riconoscibili anche altre altre stazioni della RER come quelle di Charles de Gaulle - Étoile, Châtelet - Les Halles, La Défense, Nation ed altre stazioni della metropolitana come Porte de Versailles, Concorde, ecc...
Subway fu uno dei primi film francesi ad utilizzare la Steadicam.

## Colonna sonora
La colonna sonora fu composta da Éric Serra, che aveva già collaborato con Luc Besson per L'Avant-dernier (1981) e Le Dernier Combat (1983).
Grazie a Subway, Serra vinse il premio Victoire de l'album de musique originale de cinéma ou de télévision nel 1985 e ricevette una nomination al premio César per la migliore colonna sonora originale. L'album della colonna sonora fu certificato doppio disco d'oro e vendette 100.000 copie in Francia. Serra ha un piccolo ruolo nel film, quello del bassista Enrico, accanto a Jean Reno nel ruolo del batterista e al cantante Arthur Simms.
La canzone A Lucky Guy di Rickie Lee Jones viene utilizzata durante la scena in cui Christophe Lambert, e poi Jean-Hugues Anglade, ballano con Isabelle Adjani. Tuttavia, non appare nell'album della colonna sonora.

## Accoglienza
Subway è stato il terzo film francese più popolare nel 1986, dopo Tre uomini e una culla e Les Specialistes; fu visto da 2.920.588 spettatori.
Christopher Lambert vinse un Premio César come miglior attore.
Il film detiene una percentuale di gradimento del 67% (basato su nove recensioni) sul sito Rotten Tomatoes. Janet Maslin del The New York Times loda il film in quanto avrebbe uno «stile altamente energico» e pieno di «puro divertimento nel rappresentare scene domestiche, stacchi musicali e inseguimenti su pattini nella metropolitana», ma aggiunge anche che «[i] personaggi e le situazioni [sono] così sottili che potrebbero essere stati aggiunti successivamente».
Secondo il recensore John Cribbs, "[Gran parte] di Subway è meditativo ma in gran parte privo di trama, come un sogno che ti viene descritto da qualcuno che sta ancora cercando di capirne il simbolismo [stesso] ... Il film e i suoi personaggi sono in realtà anti-sistema: si apre con tre citazioni filosofiche sull'esistenza: Socrate, "Essere è fare", Sartre, "Fare è essere", e Sinatra, "Do be do be do." Il messaggio è chiaro: [il regista] Besson pensa che il mondo lassù in superficie sia pazzesco, con la gente che insiste nel "fare" costantemente le cose. Per lui la metropolitana è un posto in cui nessun idiota inquadrato penserebbe mai di non muoversi velocemente senza pensarci, quindi è l'ambiente ideale per gli outsider che cercano un eden di inazione; una stasi salvifica. Il tema... in Subway ... riguarda la libertà dalle responsabilità sociali."

## Riconoscimenti
- 1986 - Premio César
  - Miglior attore (Christopher Lambert)
  - Miglior scenografia
  - Miglior sonoro

## Riferimenti ad altri film
- La scena iniziale dell'inseguimento in auto è un omaggio al film Il braccio violento della legge del 1971.
- La scena in cui Fred tiene in mano un tubo fluorescente è un riferimento alla spada laser di Guerre stellari.[18]
- La scomparsa di Fred si basa sul film Fino all'ultimo respiro di Jean-Luc Godard [18]